# Kolon
Kolon  è un comune del Ciad situata nel dipartimento di Tandjilé Occidentale, provincia di Tandjilé.